# 高千穗丸
高千穗丸是大阪商船的豪華客貨船，第二次世界大戰期間，該船隻遭到美國潛艇的攻擊，並造成大量人員傷亡。

## 概要

### 台灣航線的歷史
甲午戰爭結束後，大阪商船迅速考慮開闢一條來往台灣的路線，並派遣員工到達，並增加了資本以為開闢路線做準備，因此向台灣總督府方提交了開線申請。最終總督府下令在明治29年（1896年）4月17日補助大阪商船，命令其開設神戶基隆間的命令航路，由神戶出發，經由鹿兒島、沖繩等地到基隆，而大阪商船則引入大型通客貨船，供連結日本內地與台灣的海運航線使用。

### 建造
在基隆神戶線經營期間，大阪商船透過於國外其他船運公司的交易，開始將笠戶丸、蓬萊丸、扶桑丸、瑞穗丸投入使用，其中高千穗丸，則是首艘帝國當局針對台灣航線而自行建造的純國產船舶，同由高砂丸的設計者和辻春樹所設計，總噸數8,100噸，長473呎，時速18節，載貨容積5,100噸，船内裝飾則全面使用日本趣味様式的風格，並在1934年（昭和9年）1月於三菱重工業長崎造船所建造完成，同年2月10日的處女航由神戶開往基隆，首批乘客約340餘名。
在中日戰爭的初期，曾與瑞穗丸一起被陸軍徵用。1942年5月，歸因船舶運營會成立。大阪商船的神戸・基隆直航則交由運營會移管，高千穗丸則繼續作為客貨船提供載客服務。

## 沈沒事件
1943年（昭和18年）3月14日，高千穗丸從神戶出港，航經瀨戶內海停靠門司，並於同日航向基隆，當時船上共有約913人，其中船員則為176人，當時船上多是台灣商人、留學生、前往台灣赴任的日本警察和公務員等人。其中，原定要返回台灣的陸軍幼年學校學生也在船上。
3月19日上午9點30分，高千穗丸在基隆外海彭佳嶼東北方航行時。遭到美國潛艦金槍魚號（SS-234）發射三發魚雷擊中，儘管高千穗丸立刻向左舵閃避，躲過第一發魚雷，但第二發則命中了右舷船尾，又有兩枚魚雷擊中，其中一枚未爆炸，但另一枚再度命中右舷船艙。導致船體向右傾斜，爆炸的衝擊破壞了無線裝置，僅有三艘救生艇成功降下。
上午9點39分，「高千穗丸」在載有844名乘客和船員的情況下沉沒。成功逃生的245人分乘救生艇，抵達彭佳嶼處並獲得救援，附近的船隻未接收到遇險信息，因此未能即刻前往救援。其中一艘在途中翻覆，該救生艇只有1人被軍艦救起。部分倖存者則被附近的沖繩漁船救起。
包括船客和船員在內，罹難者共844名，倖存者僅245名，倖存者被附近的沖繩漁船救起後，送至基隆港。，其中死者包含擔任台北帝國大學副教授的東嘉生全家，雕塑家黃清埕與其鋼琴家女友李桂香等人。東京陸軍兒童學校的10人中，有7人失蹤（事實上死亡），其他則有廣島陸軍幼年学校3名，和熊本陸軍幼年学校5名學生倖存。

## 事故後
事故發生後，日方於第一時間掌握此消息，是基隆港方面在高千穗丸入港時間已遲了兩天，卻沒有任何無線電通知之後，才輾轉由基隆憲兵隊命令海軍警備艇搜索高千穗丸，並在最終於八斗仔海岸發現殘破的小船破片及部分倖存者。
日本當局則曾一度封鎖船難事件的消息，並將獲救的倖存者帶到警局和有關單位聯絡後，安置在基隆陋園約一週的時間，直到3月24日，遞信省正式透過《台灣日日新報》公布高千穗丸遇難，其中日本政府對於罹難者家屬均無交代亦無補償，也因擔心此消息打擊士氣，故對倖存者下了禁口令。
因本事件的影響，位於臺灣的日本船隻則實行出港後不停地變換航向及航路的方式以到達目的地，並配備護衛艦組成艦隊、前往台灣赴任的日本警察和公務員等，軍人和船員都被奉祀在靖國神社，殉難的警察則得到正式褒賞。
林獻堂於事件發生後的日記中寫到：『八時餘就寢，昨日接黃洪炎來詩（書）言，余所作「三月十九日姪女織雲姪女婿漢墩航海遭難以誌悲懷」五古十八韻，被當局禁止揭載，思之幾不成寐。』日本政府當局怕影響戰時人心，連林獻堂所寫悼念事故中亡逝親人的詩都予以禁絕刊登。

### 紀念
慰靈祭在船難事件後一個月的4月19日於基隆舉行，政府當局則藉一系列新聞操作，激發人民對英美盟軍的同仇氣氛。
1960年，在同期生的努力下，以陸軍幼年學校的7名學生為題材的紀錄片《心之歌》在每日放送電視台播出。以此為契機，在東幼、廣幼、熊幼的校友們的努力下，1976年（昭和41年）10月17日，七名學生被合祀於靖國神社。

## 高千穗丸題材的作品
- 《心之歌》（毎日放送、1960年）
- 《南方紀事之浮世光影》（黄玉珊導演、2005年）

## 関連項目
- 郭維租（高千穗丸生還者）
- 林祖煥（高千穗丸生還者）[5][6]
- 高砂丸

### 同時代發生的沈沒事故
- 護國丸事故
- 大和丸事故
- 富士丸事故
- 玉津丸事故
- 太平輪

## 註腳
1. ↑  朝日新聞 昭和18年3月25日
2. ↑  . 高雄市立美術館. 2022-06-29 （中文（臺灣））.
3. ↑  林, 獻堂. . 中央研究院臺灣史研究所.
4. ↑  東幼史編集委員会. . 東幼會. 1982-10: 699.
5. ↑  . 客新聞 HakkaNews. 2024-09-04  [2024-10-27]. （原始内容存档于2024-12-25） （中文（臺灣））.
6. ↑  人間福報. . 人間福報.   [2024-10-27]. （原始内容存档于2024-12-25） （中文（臺灣））.

## 外部連結
- 高千穂丸 平和デジタルミュージアム[永久]
- 不是只有太平輪─談1943高千穗丸沉沒事件 （页面存档备份，存于）